# Basketbola klubs Valmiera
Il B.K. Valmiera è una società cestistica avente sede a Valmiera, in Lettonia. Fondata nel 2001, gioca nel campionato lettone.
Disputa le partite interne nel Vidzemes Olimpiskais Centrs, che ha una capacità di 1.500 spettatori.

## Palmarès
- Campionato lettone: 1

2015-16